# Axel Kockum
Karl Axel Hjalmar Kockum, född 10 februari 1869 i Örenäs slott i Glumslövs socken, död 11 oktober 1958 i Stockholm, var en svensk apotekare.

## Biografi
Axel Kockum var son till godsägaren Johan Henrik Berndt Kockum. Han avlade farmacie studiosusexamen 1890 och apotekarexamen 1901. Kockum var anställd vid apoteket Kronan i Uppsala 1901–1906, Apoteket Leoparden i Stockholm 1906–1910 och Apoteket Vita Björnen 1911–1920 samt innehade apoteket i Råsunda i Solna 1920–1937. 1911 företog han en stipendieresa för att studera apoteksväsendet i Österrike. Kockum innehade flera förtroendeuppdrag inom apotekskåren, bland annat var han fullmäktig i Sveriges farmaceutförbund 1915–1917 och styrelseledamot i Farmaceutiska föreningen 1909–1931. Han var en av stiftarna av Svenska medicinalväxtföreningen 1910 och styrelseledamot där 1915–1921. Kockum publicerade handboken Nyare läkemedel, deras framställning, egenskaper, pröfning och användning (1906, tillsammans med N. A. Brunius, omarbetad upplaga 1910) samt flera historiskt värdefulla uppsatser som Medicinalie från Carl Wilhelm Scheeles apotek (1915), Sanitets-väsendet i tolfte Karls armé (1917), De första apotekareexamina i Sverige inför Collegium Medicum (1919) och En visitation av apoteken i Stockholm för 250 år sedan (1924). Axel Kockum gravsattes i Gustav Vasa kyrkas kolumbarium i Stockholm.